# Distrito de Sîngerei
El distrito de Sîngerei es uno de los distritos (en rumano: raion) en el norte de Moldavia.
Su centro administrativo (Oraş-reşedinţă) es la ciudad de Sîngerei. Según el censo 2014 tenía una población de 79 814 habitantes.

## Subdivisiones
Comprende las ciudades de Sîngerei (con su pedanía Vrănești) y Biruința y las siguientes comunas:
- Alexăndreni
- Bălășești
- Bilicenii Noi
- Bilicenii Vechi
- Bursuceni
- Chișcăreni
- Ciuciuieni
- Copăceni
- Coșcodeni
- Cotiujenii Mici
- Cubolta
- Dobrogea Veche
- Drăgănești
- Dumbrăvița
- Grigorăuca
- Heciul Nou
- Iezărenii Vechi
- Izvoare
- Pepeni
- Prepelița
- Rădoaia
- Tăura Veche
- Sîngereii Noi
- Țambula